# ژان دو پلسی
ژان دو پلسی، (به فرانسوی: Jan Du Plessis) (زاده ۲۲ ژانویه ۱۹۵۴) کارآفرین و مدیر ارشد اجرایی بریتانیایی زاده آفریقای جنوبی است، که اکنون به‌عنوان رییس هیئت مدیره شرکت ریو تینتو فعالیت می‌کند. وی همچنین عضو هیئت مدیره لویدز بانک و اتاق بازرگانی بین‌المللی نیز می‌باشد.
ژان دو پلسی در فاصله سال‌های ۱۹۸۱ تا ۱۹۸۸ مدیر امور مالی شرکت سوئیسی ریشمون بود، همچنین در فاصله سال‌های ۱۹۹۰ تا ۱۹۹۵ نیز به‌عنوان مدیر امور مالی شرکت بریتیش امریکن توباکو فعالیت نمود.
ژان دو پلسی در سال ۲۰۰۶ از سوی نشریه تایمز، در رتبه دهم از فهرست ۱۰۰ فرد قدرتمند بریتانیا قرار گرفت.